# Élections législatives partielles birmanes de 2017
 (16 avril 2017).
Des élections législatives ont eu lieu le 1er avril 2017 en Birmanie afin de combler les 18 sièges vacants du de l'Assemblée de l'Union : neuf à la Chambre des représentants, trois à la Chambre des nationalités et six dans les Parlements régionaux de l'État de Kayah et de l'État shan. Les mandats avaient été laissés vacants par ceux qui sont devenus des chefs de gouvernement ou des fonctionnaires après les élections législatives de 2015, ou qui n'avaient pas pu être pourvus en raison de l'instabilité de l'époque,.
À l'issue de ces élections, la Ligue nationale pour la démocratie (LND) a remporté près de la moitié des sièges vacants.

## Résultats

### Chambre des nationalités
| Parti                                                  | Voix | Voix | Sièges | Sièges | Sièges |
| Parti                                                  | Nb   | %    | Nb     | %      | +/-    |
| ------------------------------------------------------ | ---- | ---- | ------ | ------ | ------ |
| Ligue nationale pour la démocratie                     |      |      | 135    |        |        |
| Parti de l'union, de la solidarité et du développement |      |      | 11     |        |        |
| Parti de l'unité nationale                             |      |      |        |        |        |
| Kokang Democracy and Unity Party                       |      |      |        |        |        |
| Lahu National Development Party                        |      |      |        |        |        |
| Shan Nationalities Democratic Party                    |      |      |        |        |        |
| Unity and Peace Party                                  |      |      |        |        |        |
| Vacant                                                 |      |      |        |        |        |
| Total                                                  |      | 100  |        | 100    | —      |
| Source                                                 |      |      |        |        |        |

### Chambre des représentants
| Parti                                                  | Voix | Voix | Sièges | Sièges | Sièges |
| Parti                                                  | Nb   | %    | Nb     | %      | +/-    |
| ------------------------------------------------------ | ---- | ---- | ------ | ------ | ------ |
| Ligue nationale pour la démocratie                     |      |      | 255    |        |        |
| Parti de l'union, de la solidarité et du développement |      |      | 30     |        |        |
| Parti de l'unité nationale                             |      |      |        |        |        |
| Kokang Democracy and Unity Party                       |      |      |        |        |        |
| Lahu National Development Party                        |      |      |        |        |        |
| Shan Nationalities Democratic Party                    |      |      |        |        |        |
| Unity and Peace Party                                  |      |      |        |        |        |
| Vacant                                                 |      |      |        |        |        |
| Total                                                  |      | 100  |        | 100    | —      |
| Source                                                 |      |      |        |        |        |

### Chambres des États et régions
| Parti                                                  | Voix | Voix | Sièges | Sièges | Sièges |
| Parti                                                  | Nb   | %    | Nb     | %      | +/-    |
| ------------------------------------------------------ | ---- | ---- | ------ | ------ | ------ |
| Ligue nationale pour la démocratie                     |      |      | 476    |        |        |
| Parti de l'union, de la solidarité et du développement |      |      | 73     |        |        |
| Parti de l'unité nationale                             |      |      |        |        |        |
| Kokang Democracy and Unity Party                       |      |      |        |        |        |
| Lahu National Development Party                        |      |      |        |        |        |
| Shan Nationalities Democratic Party                    |      |      |        |        |        |
| Unity and Peace Party                                  |      |      |        |        |        |
| Vacant                                                 |      |      |        |        |        |
| Total                                                  |      | 100  |        | 100    | —      |
| Source                                                 |      |      |        |        |        |